# Owsiemirowo
Owsiemirowo (biał. Аўсямірава; ros. Овсемирово) – wieś na Białorusi, w obwodzie brzeskim, w rejonie stolińskim, w sielsowiecie Radczysk, przy Rezerwacie Biologicznym Tyrwowicze.
W miejscowości znajduje się cerkiew prawosławna pw. św. Mikołaja Cudotwórcy, podlegająca parafii w Radczycku.

## Historia
Dobra stołowe wielkich książąt litewskich. Później w wyniku nadań część Owsiemirowa przeszła w ręce prywatne. W 1547 część prywatna miejscowości, w drodze zapisu testamentowego, przeszła na własność Monasteru Leszczyńskiego (w 1555 została ona poszerzona przez króla Polski Zygmunta II Augusta). Należała ona do bazylianów do kasaty zakonu w 1839.
W dwudziestoleciu międzywojennym Owsiemirów leżał w Polsce, w województwie poleskim, w powiecie stolińskim, do 18 kwietnia 1928 gminie Radczysk, następnie w gminie Płotnica. Po II wojnie światowej w granicach Związku Sowieckiego. Od 1991 w niepodległej Białorusi.